# NGC 7833
NGC 7833 ist ein Asterismus im Sternbild Pegasus, die etwa 4600 Lichtjahre von der Erde entfernt ist.
Das Objekt wurde am 18. November 1886 von dem Astronomen Guillaume Bigourdan entdeckt.